# 縁〜The Bride of Izumo〜
『縁〜The Bride of Izumo〜』（えにし ザ・ブライド・オブ・イズモ）は、2016年1月16日公開の日本映画である。

## 概要
2014年7月6日に東京都内でクランクインし、12日から出雲ロケが行われた。9月1日、クランクアップ。2015年3月10日、堀内監督がFacebookにて、作品完成を報告した。9月26日、島根県と鳥取県の3か所の劇場で先行公開。

## キャスト
- 飯塚真紀：佐々木希
- 大森充（しじみ漁師）：井坂俊哉
- 中村和典（真紀の婚約者）：平岡祐太
- 秋国宗一（真紀の父）：国広富之
- 澄子（真紀の叔母）：りりィ
- 堀内寛之：藤本敏史(FUJIWARA)
- 三代曜子（清子のキルト仲間）：根岸季衣
- 角 雄太：いしだ壱成
- 曽田康生（出雲観光案内所）：佐野史郎
- 本宮玲子（真紀の会社の先輩）：大桑マイミ
- 里美：能世あんな
- 寺田百合（女性編集長）：倉田あみ
- 千葉耕三（ワイナリー社長）：日野陽仁
- 美奈：小室ゆら
- 川野翔太：波多野祐司
- 堂島結衣（巫女）：池田紋菜
- 瞬（寛之の息子）：上野凱
- 縁結び箸を渡す地元女性：荒木英里
- 飯塚清子（真紀の母）：花風みらい
- 菱沼紗江（雑貨屋店主）：西条美咲
- 居酒屋ほりうちの従業員：阿武勇輝
- 西尾秀明（しじみ漁師）：松永ゆうま
- 梶谷健太（しじみ漁師）：大川裕明
- 造り酒屋の若い従業員：深海哲哉
- 造り酒屋の古株従業員：松田ぴろし
- 荒木未来（秋国が住んでいた長屋の隣人）：藤井武美
- ご当地アイドルグループ：Age-Koge-Soge

## スタッフ
- 監督：堀内博志
- エグゼクティブ・プロデューサー：高山リオ
- 出雲・八雲プロデューサー：小松昭夫
- プロデューサー：古川良也・和田紳助
- ラインプロデューサー：寺家由晃
- アソシエイト・プロデューサー：清上綾子
- 撮影監督：クリストファー・ドイル
- 脚本：堀内博志・川原田サキ・樋口隆則(studio波那怜) ・佐藤智恵(studio波那怜)
- 音楽：金子隆博
- 主題歌：「朝顔節」　奄美民謡 (歌) 朝崎郁恵
- 挿入歌：「恋の季節」　奄美民謡 (歌) 大津みな子 (演奏) K2C SUNSHINE
- 助監督：杉田満
- Bカメラ：福田陽平
- 照明：中村晋平
- 録音：高島良太
- 美術：畠山和久
- 制作担当：赤間俊秀
- 監督助手：吉原通克・菅原正登
- 撮影助手：加藤哲宏・西田瑞樹・高柳啓佑・高瀬大輔
- 撮影応援：萬代有香
- 空撮：清原幹也・奥康人・福間淳
- 照明助手：杉本周士・金谷真人・梅田友絵
- 録音助手：上條慎太郎・平井正吾
- 装飾：田仲正彦
- 持道具：小田千聖
- スタイリスト統括：Momoko（La nuit étoilée）
- スタイリスト･ディレクター：矢内原充志
- スタイリスト：HALKA・手嶋幸弘（RING FEELING）・YURI
- スタイリスト･アシスタント 遠藤美沙（RING FEELING）
- スタイリスト（佐々木希専属）：中井綾子
- スタイリスト･アシスタント（佐々木希専属）：杉山志穗
- 着付：奈良晴美・川越佐和子・鎗田恵子・桂田美佳・佐々木恭子
- ヘアメイク（佐々木希専属）：小出みさ
- ヘアメイク：中村兼也（BERONICA）
- ヘアメイク･アシスタント：髙田俊介・日野泰治
- キャスティング･プロデューサー：中條敬介
- キャスティング：太田雅之・鈴木美緒・高丸華
- クリストファー･ドイル･エージェント：熊谷操
- 通訳：飯田ひろみ
- 翻訳：ダスティン・キッド
- 英語字幕：日本映像翻訳アカデミー
- 方言指導：西村愛
- アジサイ画：園山幹生
- キルト指導：作品 「雅紅」 「縁 ～あじさい篇～」 八幡垣睦子

- タイトルロゴ：えにしちゃんデザイン　瀧尻悟史
- スーパーバイザー：原俊介
- スチール：JON HIJIRI
- スチール応援：近藤望樹・常松香織・友塚直之・花田裕子・熱田香織・川上依子
- 車輛部：林英男・岡崎宏和・渡部博文・長廻明芳・原道徳・小川慶永・板橋登志行・川崎庭
- 車輛応援：三成誠ニ・藤井善久・原良夫・梶谷宣夫
- 制作主任：石井翔
- 制作進行：谷川詩織
- 制作応援：竹田哲朗・吉田賢吾・塚田将史
- インターン：永井姫子・青笹実香・吉井美紀・近藤芳之
- 演技事務：盛元美帆
- エキストラ担当：内山嘉隆・松浦正弥
- 朝崎郁恵事務所マネージメント：土屋ともこ
- インスペクター：太田英恵
- 音楽制作：ゴールデン・キッズ
- Age-Koge-Soge振付：金坂佳代
- 音響統括：松丸利行
- 整音：飯森雅允
- 音響効果：佐々木良平・大島亮
- カラリスト：黒部尊仁
- CGプロデューサー：飯尾明良
- CGディレクター：久保田将司・佐竹淳
- CGデザイナー：黄仁福・広渡千余子・神野郁也
- 編集：堀内博志・清水友江
- ビジュアルデザイン：RESTA FILMS・成瀬慧・中野香
- 統括：佐伯宗彦
- 制作デスク：岩渕和生・吉川和宏
- 制作サポート：大田瑞穂
- リーガルアドバイザー：高野芳徳・瀧田証・東谷幸浩
- エントリーサポート：John DiCesare
- アシスタントプロデューサー：長谷川麻衣
- 協力プロデューサー：原口巧・岡本仁宏・小山仁
- 配給：OSMANDエンターテインメント・トリプルアップ
- 宣伝：フロンティア・エンタープライズ
- 特別協力：出雲大社
- 支援：島根県・松江市
- 特別協賛：出雲市・ 映画「縁」を応援する会
- 主催：「縁」製作委員会

## エピソード
- 劇中にタクシードライバーが登場するが、演じているのは堀内博志監督の実父。若い頃は本物のタクシードライバーだった[要出典]。
- 2015年7月に出雲大社で行われた製作発表会では、主演の佐々木希が白無垢姿を披露した[1][2]。
- 劇中の見事な花火は実写。戦後、一度も中止にならなかった松江水郷祭湖上花火大会が撮影最終日に撮影予定だったが、台風で中止に。予定していた花火のシーンが撮れずスタッフは落胆したが、後日、延期され決行。延期のため2日の日程が1日に短縮されたため全ての花火を1日で打ち上げ、結果的に2倍豪華な花火となった。そのため、この花火の実景撮影はクリストファー・ドイルは立ち会っていない。

- 監督の堀内博志は、地元・出雲の出身であり、劇中に登場する居酒屋「ほりうち」はその実家[7]。
- アソシエイトプロデューサーの清上綾子は、この映画の縁で実際に結婚をしている。相手はK-1プロデューサー 前田憲作、挙式は出雲大社 神楽殿で行われた[要出典]。

## 音楽
- クリストファー・ドイルの映像世界に感激した金子隆博が手がける。「和」と「洋」の織りなす音楽。
- 主題歌は金子隆博のたっての希望で、奄美の民謡歌手、朝崎郁恵の歌唱が実現した。曲は、奄美地方に古くから伝わる祝い歌「朝顔節」（ストリングスオーケストラヴァージョン）
- 挿入歌は大津みな子。演奏はK2C SUNSHINE BAND。米米CLUBの演奏メンバーの抜粋から構成されるバンド。「恋の季節」（えにしヴァージョン）